# Sonnerup Kirke
Sonnerup Kirke (også benævnt Kirke Sonnerup Kirke) er en kirke i landsbyen Kirke Sonnerup. Landsbyen og sognet ligger i Lejre Kommune.
Indtil Kommunalreformen i 2007 lå det i Bramsnæs Kommune, Voldborg Herred, Roskilde Amt.
Sonnerup Kirke er formentlig opført af en stormand fra Hvide-slægten i begyndelsen af 1100-tallet. Kirkeskibet er opført i romansk stil af frådsten fra de nærliggende forekomster ved Vintremøller. I 1400-tallet opførtes tre tagfag med krydshvælvinger, og der blev opført en forlængelse mod vest af munkesten. I 1500-tallet blev tårnet mod vest tilføjet, opført af munkesten.
I 1875 blev kirken restaureret og ombygget. Der blev foretaget en skalmuring med frådsten, nyt kor med apsis samt sydvendt våbenhus. Også kor og våbenhus blev opbygget af frådsten fra Vintremøller. Restaureringen blev bekostet af kirkens daværende ejer grev Scheel af Ryegaard.
Kirken overgik til selveje i 1909.

## Eksterne kilder og henvisninger
- Sonnerup Kirke hos KortTilKirken.dk
- Sonnerup Kirke i bogværket Danmarks Kirker (udg. af Nationalmuseet)

- Wikimedia Commons har flere filer relateret til Sonnerup Kirke